# Martín Amuz
Martín Federico Amuz Balari (Toronto, 15 luglio 1997) è un calciatore canadese naturalizzato uruguaiano, difensore del Basáñez.

## Caratteristiche tecniche
È un difensore centrale.

## Carriera

### Club
Cresciuto nel settore giovanile del Danubio, ha esordito in prima squadra il 6 marzo 2016 in occasione del match di campionato perso 2-0 contro il Fénix.